# Lytrophila humida
Lytrophila humida är en fjärilsart som beskrevs av Edward Meyrick 1913. Lytrophila humida ingår i släktet Lytrophila och familjen säckspinnare. Inga underarter finns listade i Catalogue of Life.